# سانت فينسنت
سانت فينسنت  (بالإنجليزية: Saint Vincent)‏) هي، تقع في أرخبيل جزر أنتيل ويندوارد في البحر الكاريبي. يبلغ عدد سكانها 100,000 نسمة (بكثافة 347.83 شخص لكل كيلومتر مربع) وذلك حسب إحصائيات سنة 2012. تبلغ مساحتها 345 كم².
سانت فينسنت هي الجزيرة الأكبر في دولة سانت فينسنت والغرينادين. وهي تقع في البحر الكاريبي، بين كل من جزيرتي سانت لوسيا وغرينادا. وتتكون من جبال بركانية مغمورة جزئيا. ويعتبر بركان لا سوفريير النشط، أكبر وأعلى قمة في البلاد، وآخر مرة ثار فيها كانت في عام 1979.
كان متنازع عليها بين كل من فرنسا وبريطانيا في القرن 18، قبل أن يتم التنازل عنها للبريطانيين في عام 1763 ومرة أخرى في عام 1783. حصلت على استقلالها في 27 أكتوبر 1979.

## أعلام
- جوان بابتيست
- نيل وليامز
- إدوارد أتكينسون
- جودي باوتشر